# Arthur Bergqvist
Per Arthur Bergqvist, född 18 juni 1930 i Raus församling, Malmöhus län, död 28 augusti 1993 i Sofielunds församling, Malmö, var en svensk fotbollsspelare, vänsterhalvback.
Han var  tvåfaldig svensk mästare för Malmö FF, 1950–1951 och 1952–1953. Han spelade 302 matcher för Malmö FF under åren 1950 till 1957 och under denna period två B-landslagsmatcher.
Arthur Bergqvist kom till Malmö FF redan som 14-åring 1944, då under namnet Arthur Jönsson. Han tillhörde från 1950 den MFF-uppställning, som är lagets mest framgångsrika genom tiderna och som 1949–1951 i obruten följd spelade 49 allsvenska matcher utan förlust. Arthur Bergqvist bildade med Åke Larsson och Åke Hansson, en av Allsvenskans stabilaste halvbackslinjer under 1950-talet.
Arthur Bergqvist hade smeknamnet "Timpa", var allmänt idrottsbegåvad och spelade för MFF i såväl ishockey som handboll. Efter MFF-karriären blev han spelande tränare i IFK Ystad.